# Alberto Iglesias

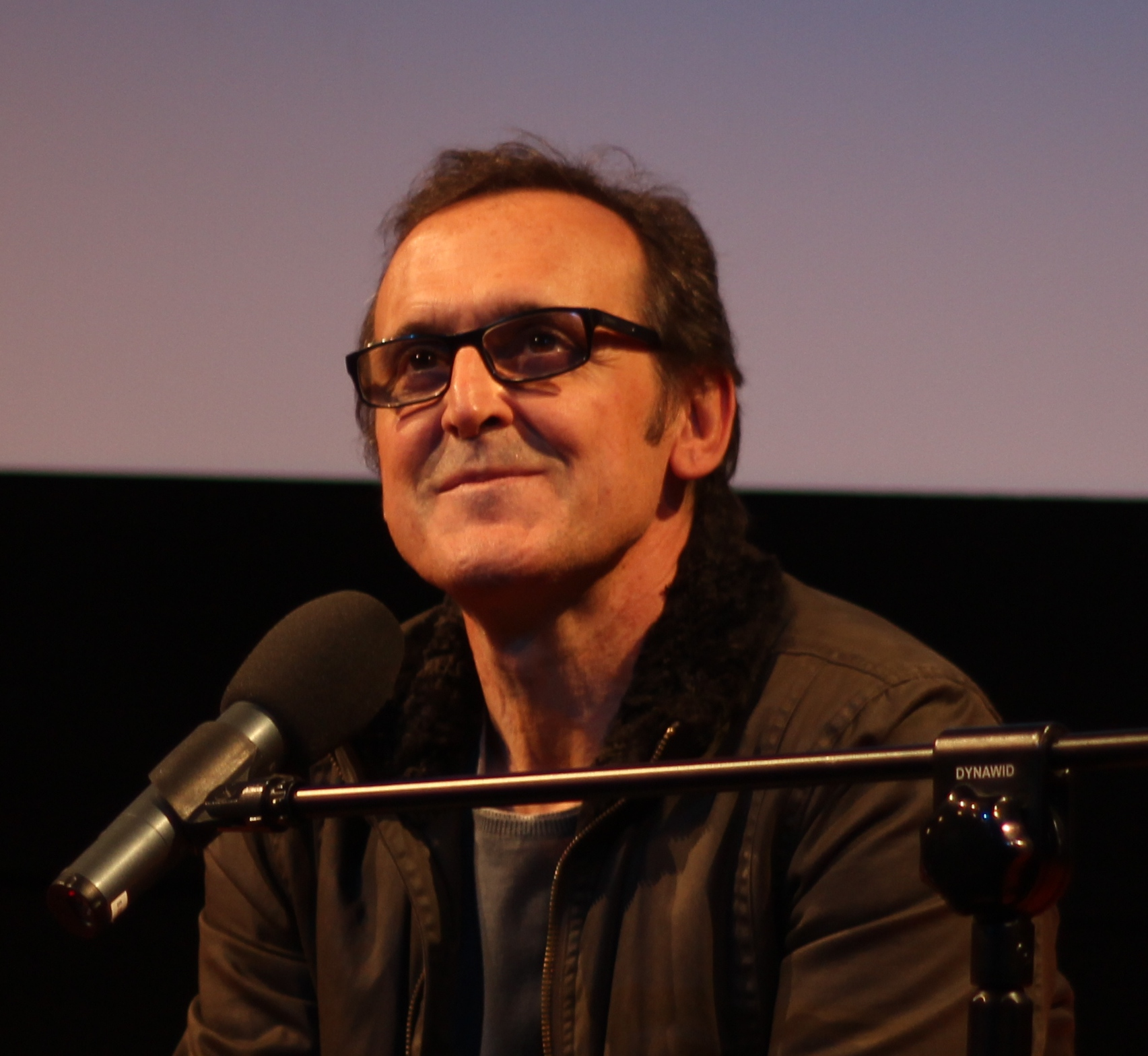
Alberto Iglesias (2013)

Alberto Iglesias Fernández-Berridi (* 1955 in San Sebastián) ist ein spanischer Komponist, insbesondere von elektronischer Musik und Filmmusik.

## Biografie
Alberto Iglesias studierte Klavier, Harmonie und Kontrapunkt in seiner Heimatstadt. Später studierte er bei Francis Schwartz in Paris Komposition und Piano und elektroakustische Komposition bei Gabriel Brnčić in Barcelona. Als Interpret war der Zeitraum zwischen 1981 und 1986 seine fruchtbarste Periode, als er mit Javier Navarrete ein Duo bildete, das elektronische Musik spielte und komponierte. Auf mehreren Tourneen präsentierten sie ihre eigenen Stücke.
1991/92 schrieb Iglesias seine erste Filmmusik zu Julio Medems Spielfilmdebüt Vacas – Kühe, für den Iglesias eine vielgelobte Ton-Beschreibung des Waldes schuf, der den zentralen Ort des Films bildet. Julio Medem erhielt für diesen Film 1993 einen Goya für den besten neuen Regisseur, und Iglesias erhielt seine erste Nominierung für die beste Filmmusik. Seitdem ist er siebenmal mit dem Goya ausgezeichnet worden (davon viermal für Filme, bei denen Medem Regie führte) und ist damit der meistausgezeichnete Filmmusik-Komponist. Er schuf auch die Filmmusik für mehrere Filme von Pedro Almodóvar, darunter Live Flesh – Mit Haut und Haar, Alles über meine Mutter, Sprich mit ihr, La Mala Educación – Schlechte Erziehung und Volver – Zurückkehren.
Bei der Oscarverleihung 2006 war er in der Sparte Filmmusik (Original Score) für Der ewige Gärtner nominiert. Monate später gewann Iglesias für seine Arbeit an Almodóvars Film Volver – Zurückkehren den Europäischen Filmpreis 2006 als bester Filmkomponist. Für die Filmmusik zum Filmdrama Drachenläufer (2007) wurde er für den Golden Globe Award und den Satellite Award sowie erneut für den Oscar nominiert.

## Filmografie (Auswahl)
- 1987: Ballade vom Hundestrand (Balada da Praia dos Cães), Regie: José Fonseca e Costa
- 1992: Vacas – Kühe (Vacas), Regie: Julio Medem
- 1993: Das rote Eichhörnchen (La ardilla roja), Regie: Julio Medem
- 1993: ¡Dispara!, Regie: Carlos Saura
- 1995: Una Casa en las afueras, Regie: Pedro Costa Musté
- 1995: Mein blühendes Geheimnis (La flor de mi secreto), Regie: Pedro Almodóvar
- 1996: Pasajes, Regie: Daniel Calparsoro
- 1996: Tierra, Regie: Julio Medem
- 1997: Live Flesh – Mit Haut und Haar (Carne trémula), Regie: Pedro Almodóvar
- 1997: Das Zimmermädchen der Titanic (La camarera del Titanic), Regie: Bigas Luna
- 1998: Die Liebenden des Polarkreises (Los amantes del círculo polar), Regie: Julio Medem
- 1999: Alles über meine Mutter (Todo sobre mi madre), Regie: Pedro Almodóvar
- 2001: Lucia und der Sex (Lucía y el sexo), Regie: Julio Medem
- 2002: Sprich mit ihr (Hable con ella), Regie: Pedro Almodóvar
- 2002: Der Obrist und die Tänzerin (The Dancer Upstairs), Regie: John Malkovich
- 2003: Öffne meine Augen (Te doy mis ojos), Regie: Icíar Bollaín
- 2003: Comandante, Regie: Oliver Stone
- 2004: La mala educación – Schlechte Erziehung (La mala educación), Regie: Pedro Almodóvar
- 2005: Der ewige Gärtner (The Constant Gardener), Regie: Fernando Meirelles
- 2006: Volver – Zurückkehren (Volver), Regie: Pedro Almodóvar
- 2007: Drachenläufer (The Kite Runner), Regie: Marc Forster
- 2008: Che – Revolución (Che: Part One), Regie: Steven Soderbergh
- 2008: Che – Guerrilla (Che: Part Two), Regie: Steven Soderbergh
- 2009: Zerrissene Umarmungen (Los abrazos rotos), Regie: Pedro Almodóvar
- 2010: 72 Stunden – The Next Three Days (The Next Three Days)
- 2010: Und dann der Regen (También la lluvia), Regie: Icíar Bollaín
- 2010: José e Pilar, Regie: Miguel Gonçalves Mendes
- 2011: Die Haut, in der ich wohne (La piel que habito), Regie: Pedro Almodóvar
- 2011: Le Moine, Regie: Dominik Moll
- 2011: Dame, König, As, Spion (Tinker, Tailor, Soldier, Spy), Regie: Tomas Alfredson
- 2013: Fliegende Liebende (Los amantes pasajeros)
- 2014: Die zwei Gesichter des Januars (The Two Faces of January), Regie: Hossein Amini
- 2014: Exodus: Götter und Könige (Exodus: Gods and Kings), Regie: Ridley Scott
- 2019: Leid und Herrlichkeit (Dolor y gloria), Regie: Pedro Almodóvar
- 2020: The Human Voice (Kurzfilm), Regie: Pedro Almodóvar
- 2021: Parallele Mütter (Madres paralelas), Regie: Pedro Almodóvar
- 2023: Strange Way of Life, Regie: Pedro Almodóvar
- 2024: The Room Next Door, Regie: Pedro Almodóvar

## Auszeichnungen
- Sieben Goyas, jeweils für die beste Original-Filmmusik 1994 (für Das rote Eichhörnchen), 1997 (für Tierra), 1999 (für Die Liebenden des Polarkreises), 2000 (für Alles über meine Mutter), 2002 (für Lucía und der Sex), 2003 (für Sprich mit ihr) und 2007 (für Volver – Zurückkehren)
- Nominiert für den Oscar in der Kategorie Filmmusik (Original Score) 2006 für Der ewige Gärtner, 2008 für Drachenläufer, 2012 für Dame, König, As, Spion und 2022 für Parallele Mütter
- Europäischer Filmpreis 2006, 2009 und 2012 für die Filmmusiken von Volver, Zerrissene Umarmungen und Dame, König, As, Spion
- Bremer Filmpreis 2011, für Filmmusik